# YESSS
YESSS est un podcast bimensuel d'empowerment féministe, créé et animé par Anaïs Bourdet, Elsa Miské et Margaïd Quioc.

## Présentation
Créé en 2018 et animé par Anaïs Bourdet, Elsa Miské et Margaïd Quioc, YESSS est un podcast produit par le label de contenus audios PopKast (anciennement Podcast Factory). La première émission, diffusée le 11 octobre 2018, traite de la violence sexiste dans les espaces publics.
Sous-titrée « Un podcast de warriors », cette émission traite deux fois par mois de différentes thématiques, liées aux victoires de femmes ordinaires contre les injonctions et violences sexistes, à travers les témoignages d'auditrices et de personnes concernées, qui rapportent des récits dans lesquels des femmes ont triomphé de situations où les remarques sexistes, comportements déplacés et misogynie étaient de mise. Cette émission s'adresse aux femmes, ainsi qu'aux hommes car, pour ses créatrices, « la fin du patriarcat ne se fera pas sans l’aide active des hommes ». De manière générale, ce podcast est un espace non-mixte féminin, à l’exception de l'épisode « Warriors LGBTQI+ » où la parole est donnée à des hommes trans et à des personnes intersexes.
YESSS  a aussi créé un épisode en collaboration avec le podcast Vénus s'épilait-elle la chatte sur le sujet des femmes dans le milieu de l'art en novembre 2020 intitulé Vénus feat. YESSS : warriors et art.

## Création
« Qui de mieux pour raconter la lutte contre le sexisme au quotidien que les femmes elles-mêmes ? »

Produite par la fabrique de podcasts marseillaise PopKast, ancienne Podcast Factory,, qui réalise également les podcasts Wild - L'école à la maison, Boxing is Life, Cité Radieuse, Na3na3 et Débriefs de confinement, l'émission YESSS est créée en 2018, par Anaïs Bourdet, spécialiste du dessin graphique engagé et fondatrice du site Paye ta schneck, sur Tumblr, qui recueille les témoignages de victimes d'agressions sexuelles et sexistes, ainsi que Margaïd Quioc, journaliste indépendante spécialisée dans l’étude de la discrimination de genre, et Elsa Miské, consultante en stratégie digitale. Leur but est de recueillir les témoignages de femmes qui ont vaincu le sexisme,.
Dans un entretien pour le magazine 50-50, Margaid Quioc explique que tout commence avec un appel à projets de La Podcast Factory, à la suite duquel elle contacte Anaïs Bourdet qu'elle avait rencontrée plusieurs fois. Elles élaborent ensuite le concept de l'émission avec une de leurs amies, Elsa Miské. En cherchant quelle approche privilégier, elles se rendent compte qu'elles en ont « un peu assez d’entendre et de ne voir que des témoignages qui donn[ent] la parole aux femmes en ne les présentant que comme des victimes, souvent avec des histoires très déprimantes ». Elles décident alors de partager des récits de femmes qui combattent le sexisme au quotidien.
En 2019, après avoir été agressée à la sortie d'un club marseillais, Anaïs Bourdet annonce qu'elle arrête Paye Ta Shnek, après sept ans d'activité, en expliquant qu'elle ne parvient plus à digérer la violence des récits qui lui sont confiés. Elle choisit de poursuivre le projet YESSS, afin de continuer à aborder, sous un angle différent, la question des violences sexuelles et sexistes.
En septembre 2020, Elsa Miské lance, avec Axelle Gay, game designer, le jeu de société marseillais Moi c’est Madame. Ce jeu s’inspire des témoignages de l’émission dans le but de sensibiliser la population sur les attitudes sexistes quotidiennes et permet de s'entraîner contre les affronts. L’idée est de prolonger l’expérience du podcast, et la réception des centaines de témoignages, en proposant un outil qui vise à toucher un grand nombre de femmes et à briser le silence. Des phrases sexistes sont compilées sur les cartes « attaques », et en retour, les cartes « ripostes » proposent des réponses possibles issues de témoignages du podcast YESSS. Il y a aussi des cartes improvisation, pour inciter les joueurs à tenter leurs propres ripostes. À la fin du jeu, le calcul des points permet de dire à quel type de féministe les joueurs correspondent. Le but est de valoriser toutes les personnalités, sans compétition.

## Réception
En octobre 2018, le magazine Paris-Match salue YESSS, le qualifiant de « podcast salvateur qui apprend aux femmes à clouer le bec des machos », une sorte de manuel de survie contre le machisme permanent.

« L’écoute de YESSS redonnent de l’énergie à celles qui en ont besoin et fait du bien grâce à ses « warriors » qui ont décidé de ne plus se laisser faire. Le trio se permet aussi de s’interroger sur ce qui suit ces confrontations et rappelle que « des fois, on y arrive pas, et ça n’est pas grave ». »

En mars 2019, le quotidien Le Monde qualifie le podcast de « jouissif et surtout utile », où il est possible de piocher des conseils et des « stratégies de survie » permettant de faire face au quotidien au sexisme dans l’entreprise, la rue, la famille et même au sein du couple.
En 2021, l'hebdomadaire Télérama valorise YESSS en tant qu'émission qui offre la possibilité de pratiquer le « féminisme à la maison » et célèbre les « victoires de meufs sur le sexisme ».
En février 2021, le site Au Féminin qualifie de réjouissants ces épisodes qui rapportent les récits de femmes warriors « qui combattent le sexisme de façon concrète », allant « de celles qui démontent le sexisme au travail à celles qui détricotent des normes de beauté absurdes ».

Pour le site Body Optimist, YESSS rend hommage « à ces guerrières du quotidien qui se battent contre les comportements et remarques sexistes. Des petites phrases aux grands gestes, les témoignages de ces battantes vont vous rebooster ».
« Le résultat est sans appel. On se prend ainsi de plein fouet la répartie cinglante de ces guerrières du quotidien et ça nous rebooste le moral. On pense notamment à ce témoignage révélé dans le premier épisode du podcast « Les warriors dans l'espace public ». Tiffany y raconte comment, alors qu'un homme se masturbait à côté d'elle dans les transports en commun elle a répliqué "Tu comptes t'astiquer la bite encore longtemps comme ça ?!". Sa remarque faisant sans doute l'effet d'une bombe ».
En 2019, les trois podcasteuses marseillaises remportent le premier prix de la catégorie « conversation », avec leur épisode intitulé « Warriors pendant le sexe ». Il s'agit de l'un des huit prix pour lesquels concourraient plus de 400 podcasts francophones.

## Thématiques abordées
En avril 2021, l'émission compte 37 épisodes qui ont chacun traité une thématique différente, abordant entre autres sujets, la sphère professionnelle, la famille, le couple, internet, le sport, le sexe, la maternité, le milieu militant, l'éducation, les vacances, les règles, la santé, l'art, le confinement, le travail du sexe, le racisme et la grossophobie. Le site internet du podcast propose de nombreuses ressources et adresses liées aux thématiques abordées[réf. nécessaire].
Le premier épisode traite de la place des femmes dans l'espace public, ce qui permet de faire le lien avec le travail réalisé dans le cadre de Paye Ta Shneck.
Le 5 décembre 2018, un épisode hors-série est enregistré en public lors du Festival des Galères, avec la participation de Jennifer Padjemi (Miroir Podcast), Douce Dibondo (Extimité) et Anouk Perry.
Dans sa 29e édition, diffusée en décembre 2020, avec le soutien de l’association Sidaction, le podcast traite de la sérophobie, soit les discriminations subies par les personnes séropositives, atteintes par le VIH, en donnant la parole à des personnes séropositives pour les déstigmatiser. L'émission rassemble également de nombreuses ressources pour s’informer, lutter contre la sérophobie et bénéficier d’appuis.
Le 17e épisode intitulé « warriors en grandes écoles », enregistré en public le 25 novembre 2019 à Sciences-Po Aix, débouche sur la mise en place d'une mission égalité au sein de l’école destinée à améliorer le dialogue, après les témoignages inattendus d'une professeure et d’étudiantes. Cet épisode un peu spécial a véritablement donné lieu à une libération de la parole, révélatrice de la problématique du harcèlement et des agressions sexuelles au sein de l’IEP.

## Équipe

### Anaïs Bourdet
Graphiste indépendante et professeure de graphisme, elle est spécialisée dans le design graphique engagé. Fondatrice du projet féministe Paye ta shnek, qui dénonce le harcèlement dans l’espace public, elle gère également Paye ton Taf qui dénonce le sexisme au travail, ainsi que Mauvaise Compagnie, une boutique qui vend des affiches vendues au profit d’associations féministes.

### Elsa Miské
Consultante en stratégie digitale et formatrice, elle a travaillé à Paris, Londres, Dakar et Johannesburg. Elle est également cofondatrice de Slice-Up, une association qui forme de jeunes journalistes à la production de vidéos sur smartphone et encourage la création de récits alternatifs sur le continent africain.

### Margaïd Quioc
Journaliste indépendante, elle est membre du collectif marseillais Presse-Papier et collabore régulièrement avec différents médias audiovisuels. Elle publie des enquêtes et des reportages pour le web et la presse écrite, notamment sur les thèmes de la discrimination et du genre. Elle est la réalisatrice du documentaire Révolution Roller Girls.

## Prix et récompenses
- 2019 : Prix conversation du Paris Podcast Festival[19]